# Westerburg (Groothusen)
Die Westerburg war eine hochmittelalterliche Burg in Groothusen, einem Ortsteil der Gemeinde Krummhörn, im Landkreis Aurich in Niedersachsen.

## Geschichte
Die Westerburg ist eine von drei spätmittelalterlichen Burgen in Groothusen, die wohl durch die Trennung der im 13. Jahrhundert führenden Familie des Ortes, der Familien Tiadekana und Beninga, in zwei Linien benötigt wurden. Während die Osterburg und die Mittelburg auf der Dorfwurt lagen, stand die Westerburg vorgelagert im Westen der Dorfwurt von Groothusen. Aufgrund ihrer Größe gehen die Archäologen davon aus, dass die Westerburg der Stammsitz der Beninga gewesen sein muss. Die ostfriesische Häuptlingsfamilie der Beninga behielt die Burg auch nach der Teilung in ihrem Besitz. 1378 erbten sie darüber hinaus noch die Middelsteburg im selben Ort. Beide Anlagen wurden von den Hamburgern und den Cirksena 1435 erobert. Die Eroberer zerstörten die Burg, indem sie die Wälle schleiften und die Tore, Türme und Mauern in die Gräben warfen.
Wenige Jahre später befestigten die Groothuser die Westerburg erneut, als es 1450 zu offenen Auseinandersetzungen mit der Stadt Hamburg kam.
Nachdem Redward II. Haitadisna Beninga sich 1442 Ulrich Cirksena unterworfen hatte, bekam er seinen Besitz mit den beiden Burgen in Groothusen zurück. Er ließ die Westerburg 1452 neu bauen. Dabei wurden auch die Gebäude wiederhergestellt. Seine Tochter Tiada erbte neben diesen beiden Burgen auch noch die Osterburg. Später gelangte die Burg in den Besitz der Familie Frese und durch Heirat an Unico Manninga. Spätestens 1758 gehörte das inzwischen als Gut bezeichnete Gebäude Haro Fridag von Gödens und um 1820 der Familie Janssen. Es ist unbekannt, wann die Befestigung geschleift wurde. Noch zu Beginn des 19. Jahrhunderts war die Burg in Teilen vorhanden. Auf der Vorburg steht heute ein um 1800 errichteten Gulfhaus. Reste der inneren und äußeren Gräfte und der Wälle sind noch vorhanden, die mittlere Gräfte wurde zugeschüttet.

## Baubeschreibung
Über das Aussehen der Burg ist wenig bekannt. Aus dem Jahr 1565 liegt in einem Erbteilungsvertrag eine Beschreibung vor. Demnach hatte sie einen runden Turm an der Südwestecke und eine Kapelle an der Westseite. Innen gab es einen „großen Saal“ sowie ein „Salet“ mit goldenen Ledertapeten. Erhalten blieb lediglich das doppelte Grabensystem, das auf die enormen Ausmaße der Burg hindeutet. Ein weiterer Graben ist zugeschüttet. Im Zentrum der Anlage stand auf einer durch die Gräben gebildeten, etwa 50 × 50 Meter großen Insel ein Steinhaus.